# Ben Hodgkinson
Ben Hodgkinson (Reino Unido; 1976) es un ingeniero británico que actualmente ocupa el puesto de director técnico en el fabricante de unidades de potencia Red Bull Powertrains (RBPT).

## Carrera
Hodgkinson se graduó en ingeniería mecánica en la University College de Londes en 1998. En 2001, se incorporó a la división de motores de Fórmula 1 Mercedes AMG High Performance Powertrains, donde trabajó en diversos puestos en la sede del fabricante de automóviles en Brixworth hasta convertirse en jefe de ingeniería mecánica de la división en 2017.
El 23 de abril de 2021, se anunció que Hodgkinson fue contratado para el puesto de director técnico en la recién creada Red Bull Powertrains (RBPT). Sin embargo, como el contrato de Hodgkinson con Mercedes todavía estaba vigente, sólo podrá asumir su nuevo puesto en RBPT el 24 de mayo de 2022, después de que Red Bull llegue a un acuerdo con el fabricante de automóviles alemán.